# Paulsrekorder
Paulsrekorder war eine deutsche Musikgruppe aus der Hansestadt Bremen.  

## Geschichte
Die Ursprünge der Band liegen im Jahr 2002 – damals noch mit den Gründungsmitgliedern Lars Eickhoff (Schlagzeug), Michael Haß (Gitarre) und Tobias Ohrt (Bass).
Seit 2007 existieren Paulsrekorder in der Besetzung mit Frederik Deluweit am Bass und Sebastian Deufel am Schlagzeug. Seit Februar 2008 wird Michael Hass von Jonas Jürgens (vorher u. a. bei Aeroclub), dem Bruder des Sängers, ersetzt. Seit September 2008 ist die Band in aktueller Besetzung mit Christoph Keding am Schlagzeug.
Sie nahmen an Talentwettbewerben erfolgreich teil, wie etwa beim Gewinn von Live in Bremen (2007) oder dem John Lennon Talent Award (2005/2006) und spielten mit Bands wie The Subways oder Tele.
Im Januar 2008 unterschrieben sie beim Hamburger Label Ferryhouse des Hamburger Medienunternehmers Frank Otto, auf dem die erste Single und auch das für September 2008 geplante Album der Band erscheinen wird. Produziert wurde beides von Christian Neander (Pohlmann/Selig/Kungfu) und Michael Tibes (Nena u. a.).
Paulsrekorder vertraten Bremen bei Stefan Raabs Bundesvision Song Contest 2008 in Hannover und belegten mit dem Song Anna den elften Platz. Die dazugehörige Single erschien am 15. Februar 2008.
Der Sänger, David Jürgens, schrieb Songs für eine Theatergruppe einer Bremer Schule.
Im April 2013 trennte sich die Band. Über die Gründe ist nichts weiter bekannt.

## Stil
Paulsrekorder mischen modernen deutschen Rock/Pop mit starken Einflüssen der Musik der Neuen Deutschen Welle.

## Diskografie
- 2007: Wohnzimmer (EP)
- 2008: Anna (Single)
- 2008: Verschwende meine Zeit (Single)
- 2008: Hier und oben (Album)
- 2009: Kühl (Single)
- 2012: Paulsrekorder (Album)